# 勞頓 (堪薩斯州)
勞頓（英語：Lawton）為美國堪薩斯州切羅基縣的非建制地區。

## 歷史
此社區的郵政局於1900年9月7日開設，1905年11月30日停止營運；爾後於1914年3月14日再次營運，直到1986年7月17日再次停止營運。